# Chesterfield (Tennessee)
Chesterfield es un lugar designado por el censo ubicado en el condado de Henderson en el estado estadounidense de Tennessee. En el Censo de 2010 tenía una población de 469 habitantes y una densidad poblacional de 23,53 personas por km².

## Geografía
Chesterfield se encuentra ubicado en las coordenadas 35°39′3″N 88°16′4″O / 35.65083, -88.26778. Según la Oficina del Censo de los Estados Unidos, Chesterfield tiene una superficie total de 19.93 km², de la cual 19.9 km² corresponden a tierra firme y (0.18%) 0.04 km² es agua.

## Demografía
Según el censo de 2010, había 469 personas residiendo en Chesterfield. La densidad de población era de 23,53 hab./km². De los 469 habitantes, Chesterfield estaba compuesto por el 97.01% blancos, el 2.13% eran afroamericanos, el 0.21% eran amerindios, el 0% eran asiáticos, el 0% eran isleños del Pacífico, el 0.43% eran de otras razas y el 0.21% pertenecían a dos o más razas. Del total de la población el 1.92% eran hispanos o latinos de cualquier raza.